# Robert Andrzejuk
Robert Sebastian Andrzejuk, né le 17 juillet 1975 à Wrocław, est un escrimeur polonais pratiquant l’épée. Il a remporté la médaille d’argent à l’épée avec l’équipe de Pologne lors des Jeux olympiques d’été de 2008.

## Vie privée
Son épouse est la championne du monde d'épée (2005) et ancienne ministre des sports (2019-2020) Danuta Dmowska-Andrzejuk. Le couple a trois enfants.

## Palmarès
- Jeux olympiques :
  -  Médaille d’argent par équipe aux Jeux olympiques de 2008 à Pékin[2]

## Distinctions
Le 8 octobre 2008, le président de la République de Pologne Lech Kaczyński lui décerne la Croix d'or du mérite.